# Provincia de Curicó (1865-1976)
La provincia de Curicó fue una de las divisiones administrativas de Chile existente hasta 1976.

## Historia
El 26 de octubre de 1865, se creó la provincia de Curicó con tres departamentos. Esta ley segregó el departamento de Curicó de la provincia de Colchagua y creó el departamento de Vichuquén. En 1906 se creó el departamento de Santa Cruz.	
| Departamento | Cabecera   |
| ------------ | ---------- |
| Curicó       | Curicó     |
| Santa Cruz   | Santa Cruz |
| Vichuquén    | Vichuquén  |

El 30 de diciembre de 1927 con el DFL 8582, se dividió la provincia de Curicó entre la provincia de Colchagua y la provincia de Talca. Además, se suprime el departamento de Vichuquén y se crea el departamento de Mataquito.
De acuerdo al DFL 8582, se establece:

"Artículo 1.o Divídese el país en las siguientes 
provincias, departamentos y territorios: 
(...)
- PROVINCIA DE COLCHAGUA.- Capital Rancagua.-

Departamentos: Rancagua, Cachapoal, Caupolicán, San Fernando y Santa Cruz; 
- PROVINCIA DE TALCA.- Capital Talca.- Departamentos: Curicó, Lontué, Talca y Mataquito, capital Curepto;"

"Art. 2.o Los departamentos tendrán por límites los 
fijados por el decreto-ley número 354, de 17 de marzo de 1925, y sus actuales cabeceras, con las modificaciones 
siguientes, además de las arriba indicadas:" 
- El departamento de Santa Cruz estará formado por las antiguas subdelegaciones 1.a Santa Cruz, 2.a Quinahue, 3.a Chépica 4.a Paredones de Auquinco, 5.a Nerquihue, 6.a Lolol y 8.a Pumanque, del deportamento de Santa Cruz; por las antiguas subdelegaciones 11 Palmilla, 12 Peña Blanca, 13 Cáhuil, 14 Cocauquén, 15 Navidad, 16 Rosario, 17 Estrella, 18 Calleuque y 21 Población del antiguo departamento de San Fernando; por los distritos 2.o Apaltas y 3.o Isla de Paniahue, de la antigua subdelegación 10 Cunaco, del mismo departamento; por la antigua subdelegación 15 Huique, del antiguo departamento de San Vicente y por la antigua subdelegación 4.a Paredones, del antiguo departamento de Vichuquén;
- El departamento de Mataquito, estará formado por las antiguas subdelgaciones 1.a Vichuquén, 2.a Llico, 3.a Iloca, 5.a Alcántara, 6.a Licantén y 7.a La Huerta, del antiguo departamento de Vichuquén, y por las antiguas subdelegaciones 1.a Curepto, 2.a Hornillos, 3.a Limávida, 4.a Tonlemo y 5.a Gualleco, del antiguo departamento de Curepto. La cabecera del departamento de Mataquito será la villa de Curepto;

Luego, en 1936, se restituyó la provincia de Curicó estableciéndose los siguientes departamentos:
| Departamento | Cabecera |
| ------------ | -------- |
| Curicó       | Curicó   |
| Mataquito    | Licantén |

Durante los años 1970, ya en el siglo XX, ocurre un nuevo cambio en la división políticoadministrativa del país, con la creación de las regiones. Se crea la Región del Maule, a partir de las provincias de Curicó, Linares, Maule y Talca. La Región del Maule, que da compuesta por las provincias de Curicó, Linares y Talca, a las que se le suma posteriormente, la provincia de Cauquenes. La región es regida por un intendente, y la provincia es regida por un gobernador. Se reforma el nivel provincial y el nivel comunal. Se suprimen los departamentos y distritos (estos últimos actualmente se utilizan por el INE como distritos censales para efectos de los censos).